# Fushigi no umi no Nadia
Fushigi no Umi no Nadia (ふしぎの海のナディア, lit. "Nadia dels Mars Misteriosos") és una sèrie d'anime dirigida per Hideaki Anno i estrenada i exposada en els anys 1990 a 1991. Aquesta sèrie està inspirada en els treballs de Jules Verne, en especial en la seua novel·la Vint mil llegües de viatge submarí.